# 提名四大表演類影片列表
截至2021年第94屆奧斯卡頒獎典禮，共有15部电影在四大表演獎項中的每个类别中至少有一項提名。

## 影片列表
在以下列表中，获奖者以带有金色背景的粗体显示；其他則為入圍者。
| 年份 | 屆數   | 片名               | 總入圍獎項 | 總獲獎獎項 | 入圍表演獎項 | 獲獎表演獎項 | 最佳男主角        | 最佳女主角      | 最佳男配角         | 最佳女配角        | 最佳影片 |
| ---- | ------ | ------------------ | ---------- | ---------- | ------------ | ------------ | ----------------- | --------------- | ------------------ | ----------------- | -------- |
| 1936 | 第9届  | 《我的高德弗里》   | 6          | 0          | 4            | 0            | 威廉·鲍威尔       | 卡洛尔·隆巴德   | 米沙·奥尔          | 愛麗絲·布雷迪     | 未入圍   |
| 1942 | 第15届 | 《忠勇之家》       | 12         | 6          | 5            | 2            | 沃尔特·皮金       | 葛麗·嘉遜       | 亨利·特拉维斯      | 特雷莎·怀特       | 獲獎     |
| 1942 | 第15届 | 《忠勇之家》       | 12         | 6          | 5            | 2            | 沃尔特·皮金       | 梅·惠蒂         | 亨利·特拉维斯      |                   |          |
| 1943 | 第16届 | 《戰地鐘聲》       | 8          | 1          | 4            | 1            | 賈利·古柏         | 英格丽·褒曼     | 阿基姆·坦米罗夫    | 卡汀娜·帕辛歐     | 入圍     |
| 1948 | 第21届 | 《心聲淚影》       | 12         | 1          | 4            | 1            | 盧·艾爾斯         | 珍·惠曼         | 查爾斯·比克福德    | 阿格尼丝·穆尔黑德 | 入圍     |
| 1950 | 第23届 | 《日落大道》       | 11         | 3          | 4            | 0            | 威廉·荷頓         | 格洛麗亞·斯旺森 | 艾利·馮·史托洛海姆 | 南希·奧爾森       | 入圍     |
| 1951 | 第24届 | 《慾望街车》       | 12         | 4          | 4            | 3            | 马龙·白兰度       | 费雯·丽         | 卡尔·莫尔登        | 金·杭特           | 入圍     |
| 1953 | 第26届 | 《亂世忠魂》       | 13         | 8          | 5            | 2            | 蒙哥馬利·克利夫特 | 黛博拉·寇兒     | 法蘭克·辛納屈      | 唐娜·里德         | 獲獎     |
| 1953 | 第26届 | 《亂世忠魂》       | 13         | 8          | 5            | 2            | 伯特·蘭卡斯特     | 黛博拉·寇兒     |                    |                   |          |
| 1966 | 第39届 | 《靈慾春宵》       | 13         | 5          | 4            | 2            | 理查德·伯顿       | 伊丽莎白·泰勒   | 乔治·席格          | 桑迪·丹尼斯       | 入圍     |
| 1967 | 第40届 | 《我倆沒有明天》   | 10         | 2          | 5            | 1            | 华伦·比提         | 費·唐娜薇       | 金·哈克曼          | 艾絲提·柏遜絲     | 入圍     |
| 1967 | 第40届 | 《我倆沒有明天》   | 10         | 2          | 5            | 1            | 华伦·比提         | 費·唐娜薇       | 迈克尔·J·波拉德    |                   | 入圍     |
| 1967 | 第40届 | 《誰來晚餐》       | 10         | 2          | 4            | 1            | 史賓塞·屈賽       | 凯瑟琳·赫本     | 西席尔·凯拉维      | 比娅·理查兹       | 入圍     |
| 1976 | 第49届 | 《螢光幕後》       | 10         | 4          | 5            | 3            | 彼得·芬奇         | 費·唐娜薇       | 尼德·巴蒂          | 碧翠絲·史翠       | 入圍     |
| 1976 | 第49届 | 《螢光幕後》       | 10         | 4          | 5            | 3            | 威廉·荷頓         |                 | 尼德·巴蒂          |                   | 入圍     |
| 1978 | 第51届 | 《歸返家園》       | 8          | 3          | 4            | 2            | 強·沃特           | 珍·芳達         | 布鲁斯·邓恩        | 佩內洛普·米爾福   | 入圍     |
| 1981 | 第54届 | 《烽火赤焰萬里情》 | 12         | 3          | 4            | 1            | 华伦·比提         | 黛安·基顿       | 傑克·尼克遜        | 瑪倫·斯塔普萊頓   | 入圍     |
| 2012 | 第85屆 | 《派特的幸福劇本》 | 8          | 1          | 4            | 1            | 布萊德利·庫柏     | 珍妮佛·勞倫斯   | 勞勃·狄尼洛        | 賈姬·威佛         | 入圍     |
| 2013 | 第86屆 | 《瞞天大佈局》     | 10         | 0          | 4            | 0            | 克里斯汀·貝爾     | 艾美·亞當斯     | 布萊德利·庫柏      | 珍妮佛·勞倫斯     | 入圍     |

## 特殊記錄
至今没有一部电影获得所有四大表演奖项。
两部电影曾获得三项表演大奖：
- 《慾望街车》(1951)
- 《螢光幕後》(1976)

四部电影共获得五项提名，每部在其中一個獎項都有兩項提名：
- 《忠勇之家》(1942) – 两位提名最佳女配角
- 《亂世忠魂》(1953) – 两位提名最佳男主角
- 《我倆沒有明天》 (1968) – 两位提名最佳男配角
- 《螢光幕後》(1976) – 两位提名最佳男主角

三部提名影片皆一獎未得：
- 《我的高德弗里（英语：My Man Godfrey）》（1936）——也未獲頒任何其他奥斯卡奖
- 《日落大道》(1950)
- 《瞞天大佈局》（2013）——也未獲頒任何其他奥斯卡奖

只有两部影片曾获頒最佳影片：
- 《忠勇之家》(1942)
- 《亂世忠魂》(1953)

此名單中只有一部电影没有被提名为最佳影片：
- 《我的高德弗里（英语：My Man Godfrey）》(1936)

五位演員曾在兩部以上的名單中電影演出而获得提名（获奖者以粗体显示）：
- 威廉·荷頓（日落大道，螢光幕後）
- 华伦·比提 （我倆沒有明天，烽火赤焰萬里情）
- 費·唐娜薇 （我倆沒有明天，螢光幕後）
- 布萊德利·庫柏（派特的幸福劇本，瞞天大佈局）
- 珍妮佛·勞倫斯（派特的幸福劇本，瞞天大佈局）

此份名單上只有一位导演曾執導两部电影：
- 大卫·欧·拉塞尔 （ 派特的幸福劇本，瞞天大佈局）

1967年第40届是唯一一次有兩部以上的電影獲得了四大表演獎項入圍的一屆：
- 《我倆沒有明天》
- 《誰來晚餐》

除《我的高德弗里》和《戰地鐘聲》外，名單上的其他电影都获得了「大滿貫」类别的提名（最佳影片、最佳导演、最佳男主角、最佳女主角和最佳原創/改編剧本）。